# Casa Yglesias
Casa Yglesias és un edifici de Canet de Mar (Maresme) protegit com a Bé Cultural d'Interès Local.

## Descripció
Es tracta d'una casa cantonera de planta i pis amb un pati davant de la façana. Al primer pis hi ha un balcó corregut amb barana de ferro. Les obertures estan coronades per una motllura en forma de frontó. A un costat hi ha una galeria que sobresurt. L'edifici està coronat amb una barana d'obra amb elements decoratius.